# Arcybiskup

Herb arcybiskupa metropolity (na taśmie pod tarczą znajduje się dewiza)

Herb arcybiskupa niebędącego metropolitą

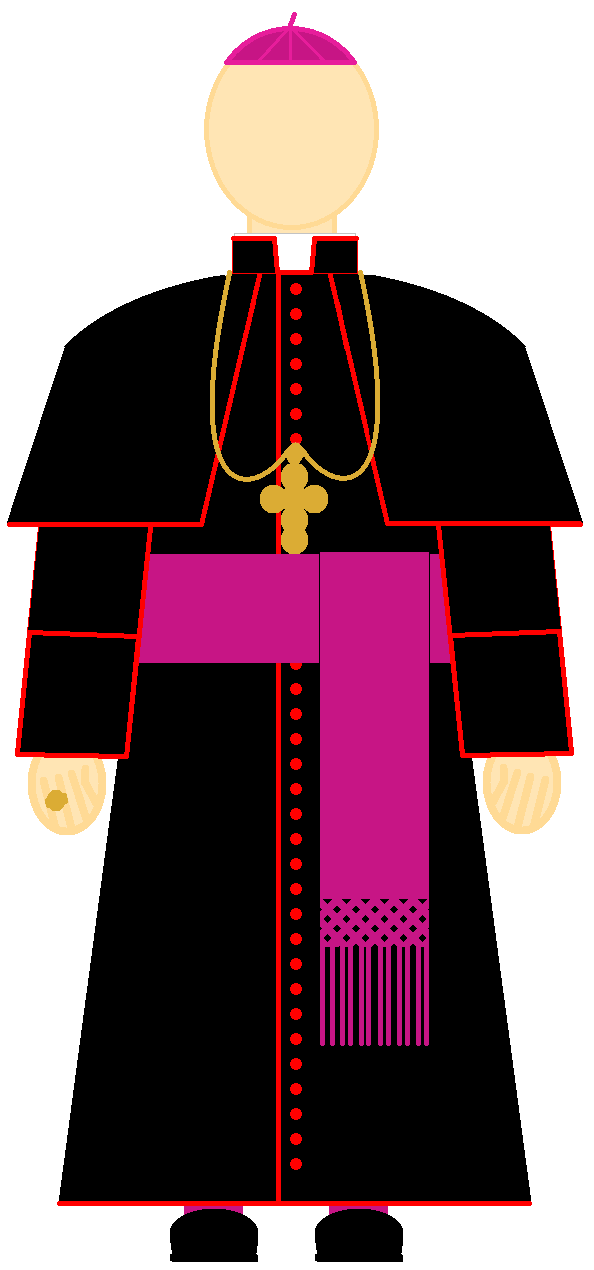
Sutanna biskupa oraz arcybiskupa

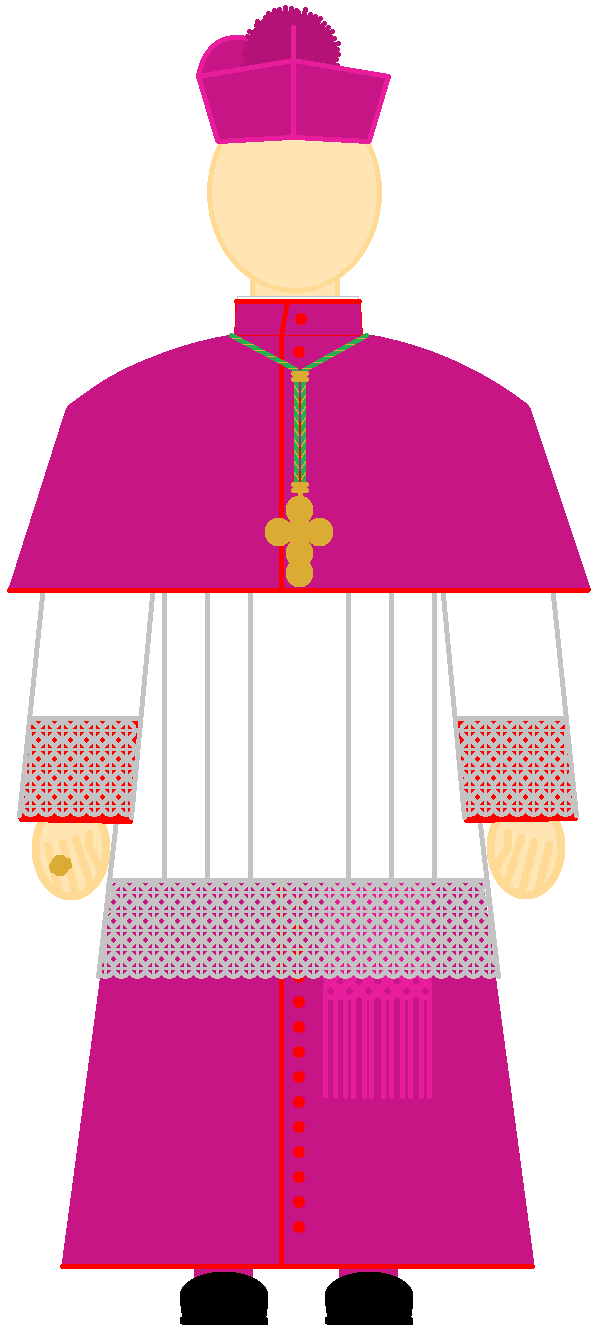
Strój chórowy biskupa oraz arcybiskupa

Arcybiskup (gr. αρχή, arché – pierwszeństwo, gr. επίσκοπος, epískopos – nadzorca, biskup) – tytuł honorowy lub urząd nadawany biskupom ważniejszych diecezji (archidiecezja), a także jako wyróżnienie samej osoby biskupa (ad personam).
Pierwotnie arcybiskup był biskupem ważnego miasta czy regionu, sprawując często pieczę duszpasterską nad całym krajem. Miał prawo przewodniczyć synodom podległych sobie biskupów, korygować ich prace, prowadzić wybory lub mianować i wyświęcać nowych biskupów w prowincji. W historii utworzyła się w ten sposób instytucja arcybiskupa metropolity.
Metropolitą prowincji rzymskiej jest papież.

## Inne Kościoły
Oprócz Kościoła rzymskokatolickiego arcybiskupi istnieją także w Kościołach prawosławnym, luterańskim Szwecji, anglikańskim, Kościele starokatolickim Holandii, Kościele Katolickim Mariawitów.
W Kościołach Wschodnich metropolici mają znacznie więcej władzy: wpływ na wybór biskupów, tworzenie diecezji i inne, zachowują więc część pierwotnej struktury metropolitalnej (zob. arcybiskup większy).

## Godności arcybiskupie
- Metropolita – biskup stojący na czele metropolii, tj. stolicy prowincji kościelnej, obejmującej archidiecezję i diecezje (sufraganie), noszący paliusz (tylko na terenach, które mu podlegają – wyjątek stanowi papież, biskup Rzymu, który paliusz może nosić na całym świecie).
- Arcybiskup sufragalny – arcybiskup stojący na czele archidiecezji, należącej do jakiejś metropolii, ale nią niebędącej (np. Archidiecezja Gaeta w metropolii Rzymu).
- Arcybiskup rezydencjonalny – stoi na czele archidiecezji podlegającej bezpośrednio Stolicy Apostolskiej, jemu natomiast nie podlegają żadne sufraganie.
- Arcybiskup tytularny – biskup stojący na czele nieistniejącej obecnie archidiecezji (archidiecezja historyczna), pełniący najczęściej służbę w dyplomacji (nuncjusze apostolscy) lub w kurii rzymskiej lub biskup diecezji (istniejącej lub historycznej) wyróżniony (przez papieża) tytułem arcybiskupa (arcybiskup ad personam), np. abp Hoser, który w randze arcybiskupa stał na czele diecezji warszawsko-praskiej.

## Polscy arcybiskupi

### Arcybiskupi katoliccy

Podział administracyjny Kościoła katolickiego w Polsce

1. Mirosław Adamczyk – tytularny Otriculum (ad personam[a]), nuncjusz apostolski
2. Stanisław Budzik – metropolita lubelski
3. Tymon Chmielecki – tytularny Tres Tabernae (ad personam[a]), nuncjusz apostolski
4. Wacław Depo – metropolita częstochowski
5. Kryspin Dubiel – tytularny Vannida (ad personam[a]), nuncjusz apostolski
6. Andrzej Dzięga – senior szczecińsko-kamieński
7. Stanisław Dziwisz – senior krakowski, kardynał
8. Adrian Galbas – metropolita warszawski
9. Stanisław Gądecki – senior poznański
10. Sławoj Leszek Głódź – senior gdański
11. Józef Górzyński – metropolita warmiński
12. Tomasz Grysa – tytularny Rubiconu (ad personam[a]), nuncjusz apostolski
13. Józef Guzdek – metropolita białostocki
14. Henryk Jagodziński – tytularny Limosano, nuncjusz apostolski
15. Juliusz Janusz – tytularny Caprulae (ad personam[a]), nuncjusz apostolski
16. Marek Jędraszewski – metropolita krakowski
17. Andrzej Józwowicz – tytularny Lauriacum, nuncjusz apostolski
18. Józef Kowalczyk – senior gnieźnieński, prymas senior
19. Konrad Krajewski – jałmużnik papieski, kardynał
20. Józef Kupny – metropolita wrocławski, wiceprzewodniczący KEP
21. Jan Paweł Lenga – ad personam, senior karagandyjski
22. Jan Martyniak – senior przemysko-warszawski
23. Józef Michalik – senior przemyski
24. Henryk Muszyński – senior gnieźnieński, prymas senior
25. Alfons Nossol – ad personam, senior opolski
26. Henryk Józef Nowacki – tytularny Blery (ad personam[a]), nuncjusz apostolski
27. Edward Nowak – tytularny Luni (ad personam[a]), sekretarz senior Kongregacji ds. Świętych
28. Kazimierz Nycz – senior warszawski, kardynał
29. Jan Pawłowski – tytularny Sejn (ad personam[a]), nuncjusz apostolski
30. Wojciech Polak – metropolita gnieźnieński, prymas Polski
31. Eugeniusz Popowicz – metropolita przemysko-warszawski
32. Grzegorz Ryś – metropolita łódzki, kardynał
33. Stanisław Ryłko – archiprezbiter bazyliki Matki Bożej Większej, kardynał
34. Wiktor Skworc – senior katowicki
35. Marek Solczyński – tytularny Cezarei Mauretańskiej (ad personam[a]), nuncjusz apostolski
36. Waldemar Sommertag – tytularny Traiectum ad Mosam (ad personam[a]), nuncjusz apostolski
37. Adam Szal – metropolita przemyski
38. Wiesław Śmigiel – metropolita szczecińsko- kamieński
39. Janusz Urbańczyk – tytularny Voli (ad personam[a]), nuncjusz apostolski
40. Stanisław Wielgus – tytularny Viminacium
41. Tadeusz Wojda – metropolita gdański, przewodniczący KEP
42. Marek Zalewski – tytularny Africa (ad personam[a]), nuncjusz apostolski
43. Wojciech Załuski – tytularny Diocleziany (ad personam[a]), nuncjusz apostolski
44. Zbigniew Zieliński – metropolita poznański
45. Damian Zimoń – senior katowicki
46. Władysław Ziółek – senior łódzki

### Arcybiskupi prawosławni
1. Abel (Popławski) – ordynariusz lubelsko-chełmski
2. Grzegorz (Charkiewicz) – bielski, wikariusz diecezji warszawsko-bielskiej
3. Jakub (Kostiuczuk) – ordynariusz białostocko-gdański
4. Jerzy (Pańkowski) – ordynariusz wrocławsko-szczeciński, prawosławny ordynariusz Wojska Polskiego
5. Paisjusz (Martyniuk) – ordynariusz przemysko-gorlicki
6. Sawa (Hrycuniak) – metropolita warszawski i całej Polski